# Sauveterre, Hautes-Pyrénées
Sauveterre är en kommun i departementet Hautes-Pyrénées i regionen Occitanien i sydvästra Frankrike. Kommunen ligger i kantonen Maubourguet som tillhör arrondissementet Tarbes. År 2022 hade Sauveterre 159 invånare.

## Befolkningsutveckling
Antalet invånare i kommunen Sauveterre
| Referens: INSEE |